# Carlo Zendo Tetsugen Serra

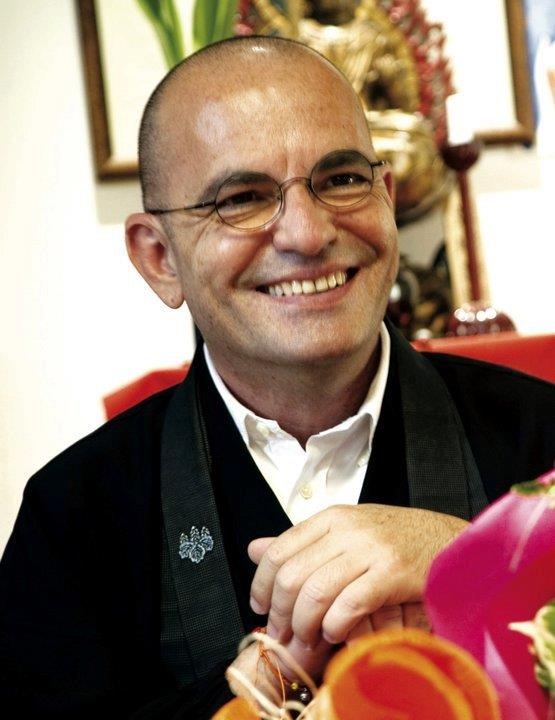
Carlo Zendo Tetsugen Serra

Carlo Zendo Tetsugen Serra (Milano, 1953) è un monaco buddista italiano, missionario (Kokusaifukyoshi 国際布教師) della scuola zen Sōtō (曹洞宗 Sōtōshū) appartenente al lignaggio di Harada Daiun Sogaku (原田祖岳, 1871-1961), nonché il fondatore del "Sangha della Foresta di Bambù" e dei monasteri Enso-ji Il Cerchio a Milano, del Sanbo-ji Tempio dei Tre Gioielli a Berceto, e della "Scuola Zen di Shiatsu".
È uno dei firmatari del “Manifesto della pace” di Milano.

## Biografia
Dopo una breve carriera nell'ambito della fotografia e del cinema, Carlo Serra arriva in Giappone nel 1983, e viene ordinato monaco (出家 shukke), con il nome del Dharma (戒名, kaimyō) di Tetsugen, presso il monastero Tosho-ji (東照寺) di Tokyo, divenendo discepolo dell'abate Ban Tetsugyu Soin (伴鐵牛, 1910-1996).
Contemporaneamente al suo percorso di formazione da monaco in Giappone, frequentò l'Istituto fondato da Shizuto Masunaga (増永静人 1925-1981), che gli fruttò un diploma di insegnante di medicina orientale e zen shiatsu nel 1988.
Questa formazione parallela di monaco zen e di shiatsuka  ha condotto Tetsugen Serra a ideare una tecnica shiatsu  fondata sull'attenzione e sulla consapevolezza ambiti che sono propri della disciplina meditativa zen (zazen).
Dopo cinque anni di pratica al Toshoji, Tetsugen viene inviato come missionario buddista in Italia, e sempre nel 1988 fonda il primo monastero a Milano, l'Enso-ji il Cerchio. Nel 1992 viene fondata da Tetsugen Serra anche la "Scuola Zen di Shiatsu". Nel 1995 segue l'apertura, sempre a Milano, di un'attività di centro trattamenti che ha permesso ai primi studenti di shiatsu della scuola milanese di affinare le abilità apprese formandosi come professionisti.
Un anno dopo Tetsugen e il suo sangha fondano un secondo monastero il Sanbo-ji, nei pressi di Berceto. Successivamente, Sanbo-ji diventerà sede di un sangha di tipo monastico più allargato, consentendo anche a praticanti laici di vivere un'esperienza monastica.
Nel 1998, il maestro Tetsujyo Deguchi (出口鐵城, 1951), successore di Ban Tetsugyu Soin (伴鐵牛, 1910-1996) certifica a Tetsugen la trasmissione del Dharma della sua scuola, riconoscendolo come maestro missionario (Kokusaifukyoshi 国際布教師) con il nome di Zendo. La confermazione di questo titolo accompagna il riconoscimento di Tetsugen come maestro indipendente da parte dell'associazione internazionale "Sōtōshū shumucho" (曹洞宗宗務庁 ) a cui appartengono i centri relativi alla tradizione Sōtō in Giappone e nel resto del mondo. Tra il 2000 e il 2003, Tetsugen ha ricoperto il ruolo di membro del consiglio direttivo dell'Unione Buddista Italiana, nel 2019 è stato rieletto per il triennio 2019/21.
I primi anni del duemila vedono una graduale evoluzione dell'approccio alla dottrina di Tetsugen Serra, che comincia a porre le basi per uno sviluppo della pratica zen che possa trasmettere i contenuti della tradizione buddista secondo le esigenze e le forme comunicative della società occidentale dei primi anni del XXI secolo. Il maestro italiano sperimenta quindi il contatto tra la disciplina zen e il management aziendale creando nel 2003 la società "ZenEssere", approfondendo un percorso teorico che lo porta a pubblicare, per la casa editrice Guerini, Management by Zen Koan, un saggio in cui raccoglie il frutto delle ricerche di applicazione dello Zen al management.
L'attività di Tetsugen si estende anche a sperimentazioni che lo portano ad applicare lo zen anche ad un percorso psicologico di automiglioramento, che si concretizza nella proposta di sedute di counseling per aiutare, in maniera non religiosa, a risolvere quei problemi quotidiani riguardanti l'atteggiamento con cui ci si pone alla vita. Nel 2012 Tetsugen Serra mette a punto il percorso di Consapevolezza per laici denominato MindfulZen: un progetto che trova espressione in una serie di seminari, conferenze, gruppi di consapevolezza e testi specifici per trasmettere il contenuto del buddismo giapponese in maniera laica e contemporanea.  
La MindfulZen si può definire un metodo che fonde insieme la psicologia cognitiva e gli insegnamenti dello Zen, e rappresenta oggi una sperimentazione d'avanguardia per laici del monastero zen Ensoji il Cerchio.
Durante la sua carriera di maestro zen e di fondatore della scuola zen di shiatsu, Tetsugen Serra ha pubblicato diversi saggi in cui illustra il suo metodo di insegnamento per la dottrina zen e per la propria scuola di trattamento del corpo:
- Il primo libro pubblicato per Xenia è Vivere Zen, del 1998, in cui Testugen Serra, attraverso un'analisi dei precetti essenziali della "Via del bodhisattva" propria della sua scuola, spiega al lettore i principi secondo i quali un praticante zen vive conformemente al suo percorso di miglioramento.
- Per i temi inerenti allo shiatsu vengono pubblicati nel 1999  "Terapia Zen", e nel 2005 Zen Shiatsu.
- Nel 2005 viene pubblicato Zen, un manuale in cui vengono illustrate le pratiche fondamentali della propria tradizione religiosa, con alcune applicazioni ad attività quotidiane, per calare maggiormente la pratica nella vita di tutti i giorni.
- Nel 2009, con la collaborazione di Stefano Verza, esce Management by Zen Koan.* Nel 2014 esce Zen 2.0, primo libro del metodo non religioso del MindfulZen, dedicato a come portare le tecniche della pratica Zen in ogni aspetto della vita quotidiana.
- L'anno successivo esce il seguito, Zen 3.0, che invece è dedicato alla pratica della meditazione applicate alla Via della MindfulZen

## Opere

### In italiano
- Carlo Tetsugen Serra,  Armonia Zen. Respirare con il Cuore parlare con il corpo, Como, Xenia, Ibis 2015.
- Carlo Tetsugen Serra, Zen 3.0. La via della meditazione. Milano, Cairo,  2015.
- Carlo Tetsugen Serra, Zen 2.0. La via della felicità. Milano, Cairo,  2014.
- Stefano Verza, Carlo Tetsugen Serra, Management by Zen Koan, Guerini, 2009.
- Carlo Tetsugen Serra, Zen. Milano, Fabbri Editori, 2005.
- Carlo Tetsugen Serra, Zen Shiatsu. Per sé, per la coppia, per gli amici e la famiglia Milano, Fabbri Editori, 2005.
- Carlo Tetsugen Serra, Vivere zen. Como, Xenia, 1998.
- Carlo Tetsugen Serra,  La Terapia Zen, Como, Xenia, 1997.

### In spagnolo
- Carlo Tetsugen Serra, Zen Shiatsu para uno mismo, edizioni Tutor, 2013